# Яготінська сільська рада
Яго́тінська сільська рада (рос. Яготинский сельский совет) — сільське поселення у складі Благовіщенського району Алтайського краю Росії.
Адміністративний центр — село Яготіно.

## Історія
Селище Кучук було ліквідовано 2010 року.

## Населення
Населення — 825 осіб (2019; 1021 в 2010, 1150 у 2002).

## Склад
До складу сільської ради входять:
| Населений пункт      | Населення, осіб (2002) | Населення, осіб (2010) |
| -------------------- | ---------------------- | ---------------------- |
| Кучук, селище        | 21                     | -                      |
| Тельманський, селище | 359                    | 348                    |
| Яготіно, село        | 724                    | 651                    |
| Яготінська, селище   | 46                     | 22                     |